# Col de Longet
De Col de Longet is een hoge bergpas in de Alpen op de grens van Italië en Frankrijk. De pas verbindt de dalen Valle Varaita aan de Italiaanse zijde met de vallei van de Ubaye aan de Franse zijde.
De pas is enkel toegankelijk voor voetgangers. De wandelroute GRP Petit Tour du Bric de Rubren passeert over de pas. Over de Col de Longet is nooit een weg aangelegd, terwijl dit over de nabijgelegen en hogere Agnelpas wel gebeurde. Langs Italiaanse zijde vertrekt deze in hetzelfde dal als de Col de Longet, maar langs de Franse zijde komt deze bergpas uit in de Queyras in plaats van de vallei van de Ubaye.
In de Italiaanse SOIUSA-indeling van de Alpen ligt de Col de Longet in de ruimere Cottische Alpen. De Fransen hanteren doorgaans een beperktere omschrijving van de Cottische Alpen, waarbij de Col de Longet de grens vormt tussen het Escreins-massief in het noorden en westen en het Chambeyron-massief in het zuiden.